# 苏锡菜
苏锡菜，又名苏南菜，发源于中国江苏省的苏锡常地区，流行于苏州、无锡、常州三市，是中国四大菜系之一苏菜的派系之一。苏锡菜在民间有时又被细分为苏帮菜和无锡菜，但由于这两个菜系的风味和烹饪方式极为接近，故通常统称为苏锡菜。苏锡菜常用酒糟调味，擅长各类水产，口味偏甜。

## 特点
清康乾嘉道时，苏锡菜点已臻成熟。太平天国运动后，上海兴起，米市西移，整个江南饮食业仍较繁荣。中华人民共和国成立以后，苏锡饮食文化屡蹶屡起。
苏锡菜的特点是：或华或樸，或浓或淡，均时新、清雅、和谐、自然，令人赏心悦目、适口、益身、意味隽永。其在选料、色形、火工、口味方面特色大致如下：

### 选料
苏锡菜不以珍奇为贵，重博采时新，因材施艺。赵筠《吴门竹枝词》云：“佳品尽为吴地有，一年四季卖时新”。凡物应时则贵，失时则贱，“率五日而更一品（大约每5天换一种）”。应时，虽路边野草，廊下盐齑亦可作珍品。贵为甲鱼，过了菜花季节，即鄙称“蚊字甲鱼”，也再难入名店之门。苏州厨师在广泛用料的同时，极为注意物尽其用，对鱼头尾乃至内脏（如鲃肺）、禽头脚（如鸭舌、掌）等都能烹制出堪登大雅之堂的名菜。

### 火工
在烹调方法上，苏帮菜常用的有数十种，且常常一菜多法，并因物性、节令的需求而有所变异，但无论何种火工，均求精到。火势大小，油温高低，蒸气缓急与投料次序，常常间不容发，这是“精”。“到”即到家，恰到好处。如“碧螺虾仁”断生即上席方为妙品；“酱方”须四边垂倒，入口可化始称合格。苏帮菜烹调尤其擅长炖、焖、煨、焐等火工菜。文火、密封，一气呵成，真味俱在。 

### 口味
苏锡菜口味崇尚清隽和醇，浓淡有度。即所谓“浓不鞔胃，淡不槁舌（《易牙遗意序》）。过分辛辣或腥、膻、奇、烈、怪等味为苏锡菜之大忌。荤料必用葱、薑、酒，酒的用量尤重，且须绍兴黄酒。盐为主调味，复合味讲究君臣佐使，俾相得益彰。多数菜不用糖，或加微量糖，但旨在助鲜矫味润色，而不必有甜感。红烧菜加糖较多，但通常应有咸、酸等味相对应，讲究咸中带甜、甜出头咸收口，或酸甜适口。

## 代表菜

### 苏州菜
- 松鼠鳜鱼
- 碧螺虾仁
- 阳澄湖大闸蟹
- 藏书羊肉
- 白什盘
- 清蒸大闸蟹
- 苏式酱鸭
- 樱桃肉
- 常熟叫化鸡
- 黄焖鳗
- 酱方
- 卤汁豆腐干
- 母油鸭
- 鲃肺汤
- 蜜汁火方

### 无锡菜
- 无锡酱排骨
- 无锡油面筋
- 梁溪脆鳝
- 响油鳝糊
- 太湖三白
- 银鱼炒蛋
- 什锦面筋
- 无锡小笼
- 清炒虾仁
- 镜箱豆腐
- 三鲜馄饨
- 梅花糕
- 玉兰饼
- 海棠糕

### 常州菜
- 竹香风鹅
- 沙河湖鲜
- 稻香风鸡
- 溧阳扎肝
- 天目湖砂锅鱼头
- 刘家竹园原味鸡

## 著名菜馆
- 拱北楼 (无锡)
- 王兴记
- 熙盛源
- 无锡大饭店
- 梁溪饭店
- 松鹤楼
- 得月楼
- 协和菜馆
- 吴门人家
- 礼耕堂
- 石家饭店

## 圖片

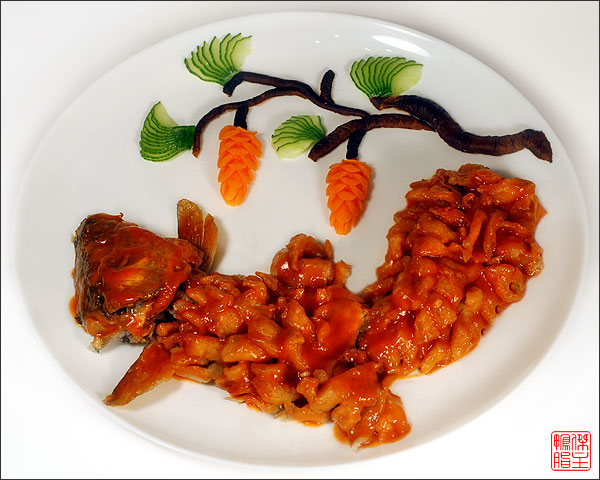
松鼠鱖魚
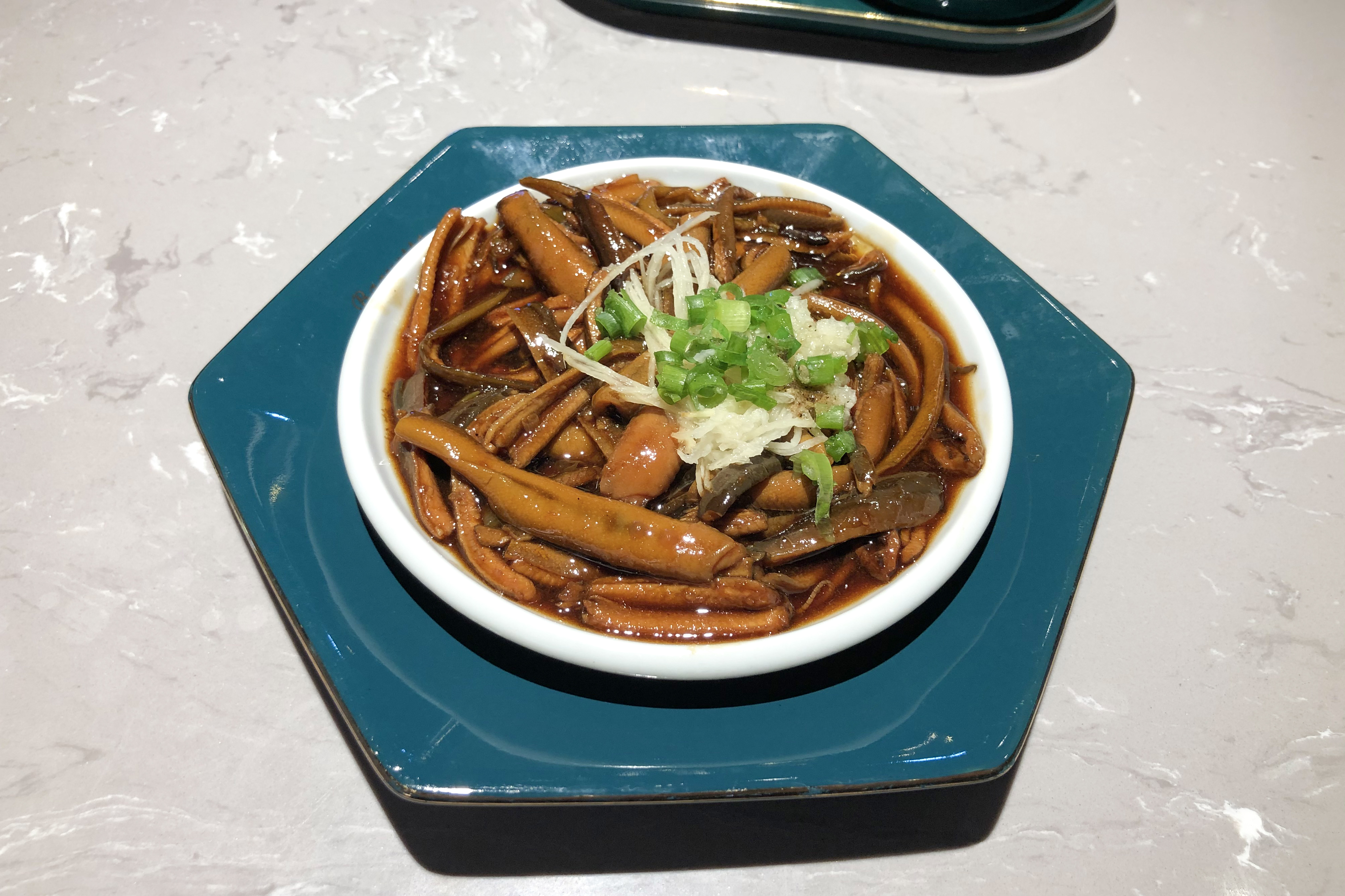
無錫响油鱔糊
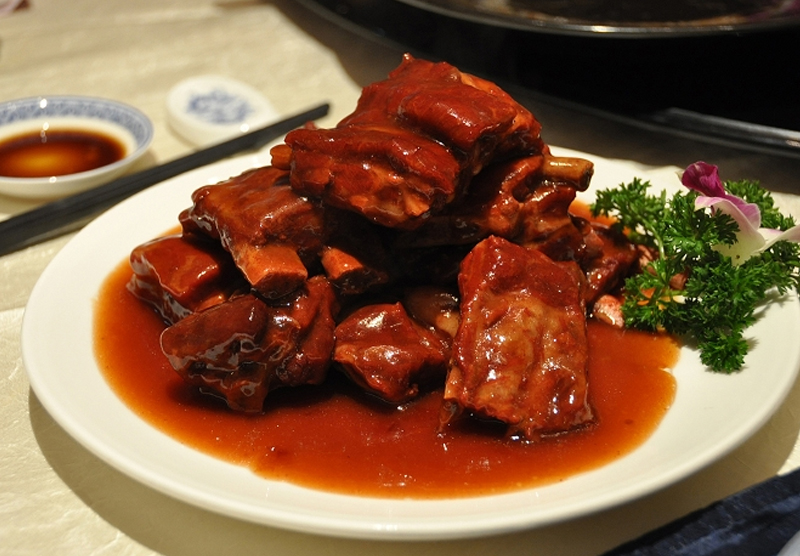
無錫醬排骨
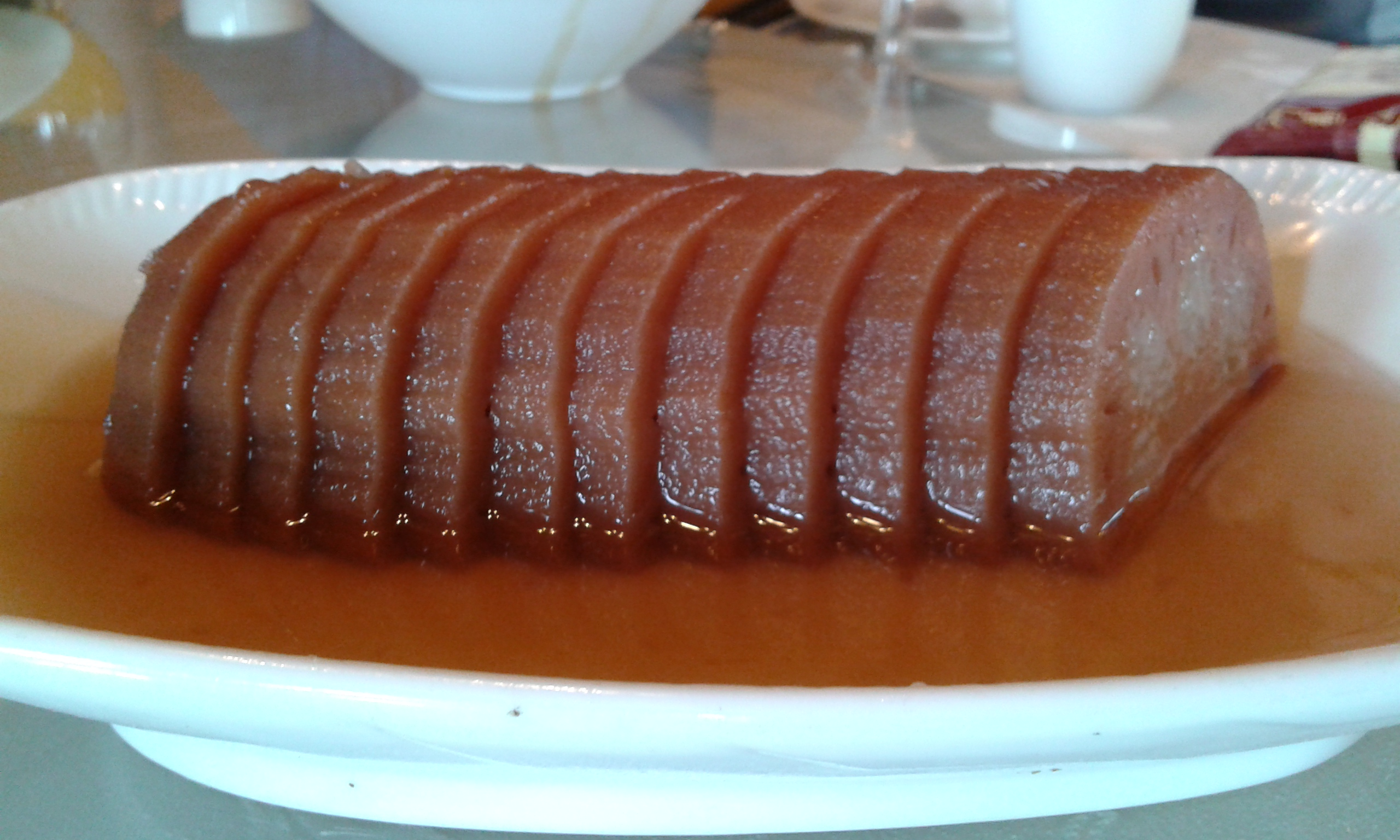
糖藕